# Abraxas obscura
Abraxas obscura är en fjärilsart som beskrevs av Cockerell 1889. Abraxas obscura ingår i släktet Abraxas och familjen mätare. Inga underarter finns listade i Catalogue of Life.